# Krakovany (district de Kolín)
Pour les articles homonymes, voir Krakovany.
Krakovany (en allemand : Krakowan) est une commune du district de Kolín, dans la région de Bohême-Centrale, en République tchèque. Sa population s'élevait à 868 habitants en 2020.

## Géographie
Krakovany se trouve à 3 km au nord-nord-est de Týnec nad Labem, à 13 km à l'est-nord-est de Kolín et à 68 km à l'est de Prague.
La commune est limitée par Lipec au nord, par Uhlířská Lhota à l'est, par Labské Chrčice et Týnec nad Labem au sud, et par Bělušice et Němčice à l'ouest.

## Histoire
La première mention écrite de la localité date de 1244.

## Administration
La commune se compose de deux quartiers :
- Krakovany
- Božec

## Transports
Par la route, Krakovany se trouve à 3 km de Týnec nad Labem, à 16 km de Kolín et à 86 km de Prague